# Rassay Károly
Rassay Károly (Orsova, 1886. március 21. – Pécel, 1958. augusztus 2.) ügyvéd, liberális politikus, lapszerkesztő.

## Életpályája

### Tisztségei
1912-ben ügyvédi irodát nyitott Zentán, 1914-ben Budapesten törvényszéki jegyző, majd kúriai tanácsjegyző, 1915-től az igazságügy minisztériumban miniszteri titkár. A Huszár-kormányban (1919. november 25. – 1920. március 15.) az igazságügy-miniszter politikai államtitkára volt. 1920-tól 1926-ig Budapest nemzetgyűlési, 1926-tól 1939-ig Szeged, 1939-től 1944-ig Budapest országgyűlési képviselője.

### Pártjai, lapja
Előbb a Keresztény Nemzeti Egyesülés Pártja (KNEP) színeiben politizált, majd 1921-ben Hegymegi Kiss Pállal megalapította a Függetlenségi Kisgazda-, Földműves- és Polgári Pártot, Vázsonyi Vilmos halála után pedig a Polgári Demokrata Párttal egyesülve a Független Nemzeti Demokrata Pártot (FNDP). Rövid idő múltán a pártban bekövetkezett szakadás miatt létrehozta a Nemzeti Szabadelvű Pártot, amely 1935-ben a Polgári Szabadságpárt nevet vette fel. 1923-ban megalapította és 1944-ig szerkesztette az Esti Kurir c. liberális napilapot.

### Tevékenysége a húszas években
Mint a polgári demokrácia konzervatív-liberális híve, szemben állt az 1918-as őszirózsás forradalommal, az 1919-es Magyarországi Tanácsköztársasággal, majd államtitkárként és képviselőként 1920-tól többször élesen kikelt a fehérterror, a gyilkosságok, valamint a zsidók elleni atrocitások ellen, amelyek a szélsőjobb Ébredő Magyarok Egyesületéhez (ÉME) kötődtek. 1921-ben Bethlen István miniszterelnöktől az ÉME betiltását követelte, mire az érintettek 1922. február 16-án utcai falragaszokon őt és pár társát akasztófával fenyegették meg, április 4-én pedig bombamerényletet követtek el ellene az Erzsébetvárosi Körben. (Mivel az ottani választási gyűlésről elkésett, a robbanás őbenne nem okozott kárt, de nyolc ember meghalt, és több tucatnyian megsebesültek.) 1923. február 20-án Rassay lakására is pokolgépet küldtek, ami nem robbant fel. Választások idején a hatóságok is korlátozták tevékenységét, például több alkalommal rendőri felügyelet alá helyezték, gyűléseit feloszlatták, ajánlószelvényeit „elveszítették”. 1922-ben Klebelsberg Kuno, a későbbi oktatáspolitikus, még belügyminiszterként, igazgatótanácsi tagságot ajánlott fel neki, Rassay ennek ellenére kitartott következetes ellenzéki álláspontja mellett.

### A harmincas évek
Az ezerkilencszázharmincas évek végére olyannyira megváltoztak a körülmények, hogy a korábban gyűlölt ellenfelek, Bethlen illetve alkalmanként még Horthy Miklós kormányzó is Rassay szövetségese lett a nácik felé közeledő kormányokkal szemben. Az Imrédy Béla miniszterelnök által beterjesztett második zsidótörvény vitájában érvek sokaságával kelt a javaslat ellen, ám miután látta, hogy Imrédyről mindez lepereg, más eszközhöz nyúlt: megbízottaival beszereztette Csehországból Imrédy egykor ott élt dédanyjának zsidó származását bizonyító okiratokat, melyeket eljuttatott Horthyhoz, aki már maga is szeretett volna (de német protektorai miatt nem tudott) megszabadulni Imrédytől, és aki ezt követően a miniszterelnököt a papírok felmutatásával lemondatta. A zsidótörvényt a törvényhozás ettől függetlenül megszavazta, de Rassay még ekkor sem adta fel: a zsidóságot felszólította, hogy továbbra is „követelje jogait”, keresztény társait pedig harcos szolidaritásra hívta fel cikkeiben – lényegében eredménytelenül.

### 1944 után
Rassayt a megszálló németek azonnal letartóztatták, és 1944 májusától mauthauseni koncentrációs táborban tartották fogva. Az 59 éves, korábban korpulens politikus 1945 májusában csont és bőrre soványodva került haza. A szovjet megszállás alatt már nem politizált, mégis 1951-ben Füzesgyarmatra  kitelepítették feleségével együtt. Bár a kitelepítés 1953-ban megszűnt, Budapestre mégsem térhetett vissza. Pécelen halt meg, 1958-ban.